# Núi ngầm chóp phẳng

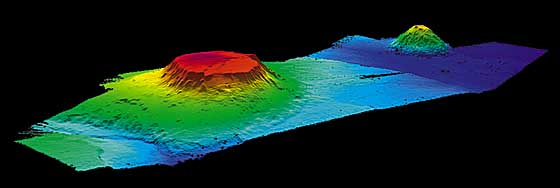
Bear Seamount (trái), một guyot ở phía bắc Đại Tây Dương

Trong địa chất biển, một Guyot (phát âm là /ɡiːˈjoʊ/), còn được gọi là một núi ngầm chóp phẳng, là một ngọn núi bị cô lập dưới núi lửa (núi ngầm) với đỉnh bằng phẳng hơn 200 m (660 ft)  dưới mặt biển. Đường kính của các đỉnh phẳng này có thể vượt quá 10 km (6,2 mi). Guyot thường được tìm thấy nhiều nhất ở Thái Bình Dương, nhưng chúng đã được phát hiện ở tất cả các đại dương trừ Bắc Băng Dương.

## Lịch sử
Guyot lần đầu tiên được công nhận vào năm 1945 bởi Harry Hammond Hess, người đã thu thập dữ liệu bằng cách sử dụng thiết bị phát ra tiếng vang trên một con tàu mà ông chỉ huy trong Thế chiến II. Dữ liệu của ông cho thấy một số ngọn núi dưới đáy biển có đỉnh bằng phẳng. Hess gọi những ngọn núi dưới đáy biển này là "guyot", bởi vì chúng giống với tòa nhà sinh học và địa chất mái bằng tại Đại học Princeton, Guyot Hall, được đặt theo tên của nhà địa lý học thế kỷ 19 Arnold Henry Guyot. Hess cho rằng chúng từng là những hòn đảo núi lửa bị chặt đầu bởi tác động của sóng, nhưng giờ đây chúng nằm sâu dưới mực nước biển. Ý tưởng này đã được sử dụng để giúp củng cố lý thuyết về kiến tạo mảng.

## Sự hình thành
Guyot cho thấy bằng chứng đã từng ở trên bề mặt, với sụt lún dần dần qua các giai đoạn từ rạn san hô rìa, đảo san hô, và cuối cùng là một ngọn núi chìm trên đỉnh bằng phẳng. được tạo ra bằng cách đùn các dung nham được đưa lên theo các giai đoạn từ các nguồn trong lớp phủ của Trái đất, thường là các điểm nóng, đến các lỗ thông hơi dưới đáy biển. Các núi lửa luôn luôn ngừng lại sau một thời gian, và các quá trình khác chiếm ưu thế. Khi một ngọn núi lửa dưới đáy biển phát triển đủ cao để ở gần hoặc phá vỡ bề mặt đại dương, tác động của sóng và/hoặc sự phát triển của rạn san hô có xu hướng tạo ra một đỉnh núi bằng phẳng. Tuy nhiên, tất cả các lớp vỏ đại dương và các guyot hình thành từ magma nóng và/hoặc đá, chúng nguội dần theo thời gian. Khi lớp thạch quyển mà các guyot tương lai "cưỡi" từ từ nguội đi, nó trở nên dày đặc hơn và chìm xuống thấp hơn trong lớp phủ của Trái đất, thông qua quá trình đẳng nhiệt.
Đây là quá trình tương tự làm tăng địa hình đáy biển cao hơn tại các rặng đại dương, như Sống núi ở Đại Tây Dương, và đại dương sâu hơn ở đồng bằng biển thẳm và rãnh đại dương, như rãnh Mariana. Do đó, hòn đảo hoặc bãi cạn cuối cùng sẽ trở thành một guyot dần dần lắng xuống sau hàng triệu năm. Ở những vùng khí hậu phù hợp, sự phát triển của san hô đôi khi có thể theo kịp sự sụt lún, dẫn đến sự hình thành đảo san hô, nhưng cuối cùng san hô chìm quá sâu để phát triển và hòn đảo trở thành một bãi rác. Lượng thời gian trôi qua càng lớn, các guyot càng trở nên sâu hơn.
Núi ngầm cung cấp dữ liệu về chuyển động của các mảng kiến tạo mà chúng đi trên và về lưu biến học của lớp thạch quyển bên dưới. Xu hướng của một núi ngầm theo dõi chuyển động của lớp thạch quyển trên một nguồn nhiệt cố định ít nhiều trong tầng quyển mềm bên dưới, một phần của lớp phủ Trái đất bên dưới thạch quyển. Người ta cho rằng có tới 50.000 núi ngầm trong lưu vực Thái Bình Dương. Các Chuỗi núi ngầm Hawaii-Emperor là một ví dụ tuyệt vời của toàn bộ một chuỗi núi lửa trải qua quá trình này, từ núi lửa hoạt động, đối với tăng trưởng rạn san hô, đến đảo sa hô vòng, đến sự lún của các đảo và trở thành guyot.

## Đặc điểm
Độ dốc của hầu hết các guyot là khoảng 20 độ. Về mặt kỹ thuật để được coi là một guyot hay núi đỉnh bằng, chúng phải cao ít nhất 900 m (3.000 ft).  Cụ thể, một guyot, Núi đỉnh bằng Đại thiên thạch ở Đông Bắc Đại Tây Dương, có độ cao hơn 4.000 m (13.000 ft), với đường kính 110 km (68 mi).  Tuy nhiên, có nhiều ngọn núi dưới đáy biển có thể dao động từ dưới 90 m (300 ft) đến khoảng 900 m (3.000 ft). Các công trình núi lửa đại dương rất lớn, rộng hàng trăm km, được gọi là cao nguyên đại dương. Guyots có diện tích lớn hơn nhiều (trung bình 3.313 km2) so với núi ngầm thông thường (diện tích trung bình là 790 km2).
Có 283 guyot trong các đại dương trên thế giới, với Bắc Thái Bình Dương có 119, Nam Thái Bình Dương 77, Nam Đại Tây Dương 43, Ấn Độ Dương 28, Bắc Đại Tây Dương 8, Nam Đại Dương 6 và 2 guyot ở Địa Trung Hải; không có ở Bắc Băng Dương, mặc dù người ta tìm thấy dọc theo eo biển Fram ở phía đông bắc Greenland. Guyot cũng liên quan đến các dạng sống cụ thể và lượng chất hữu cơ khác nhau. Sự gia tăng cục bộ của chất diệp lục a, tỷ lệ kết hợp carbon tăng cường và những thay đổi trong thành phần loài thực vật phù du có liên quan đến núi ngầm.